# Ново-Садовая улица (Самара)
Но́во-Садо́вая у́лица — одна из главных магистралей города Самары, проходящая по территории Октябрьского и Промышленного районов. Начинается от пересечения Полевой и Самарской улиц, пролегает параллельно берегу Волги, но в значительном удалении от реки. В районе Барбошиной поляны переходит в Демократическую улицу. Протяжённость более 9 км делает улицу третьей в списке самых длинных улиц Самары.
Уже в конце XIX века улица имела важное транспортное значение. Сначала по улице было организовано движение конки, а с 1915 — трамвайное движение. В наши дни улица Ново-Садовая — важнейшая магистраль с большим транспортным трафиком. По ней пролегают 11 трамвайных маршрутов и более десяти автобусных.
Застройка улицы в основном современная — многочисленные жилые комплексы разной этажности сменяют друг друга на всем её протяжении. На улице Ново-Садовой был построен первый в Самаре микрорайон «Первомайские корпуса» по проекту архитектора Г. Я. Вольфензона. Микрорайон состоит из пяти домов, которые строились с 1927 по 1935 годы.
Между рекой Волгой и Ново-Садовой улицей (в районе Первой просеки) расположен Центральный парк культуры и отдыха им. М. Горького (Загородный парк).
На Ново-Садовой расположены многочисленные государственные медицинские учреждения, а также частные медклиники и лаборатории.

## Здания и строения
гостиницы
- 3 — «7 авеню»
- 14 — «Экватор»
- 160д — «Ибис» сети «Accor»
- 162в — «Realliance Hotel Samara» (прежде — «Ренессанс Самара» сети «Marriott International»)

медицинские учреждения
- 154 — Самарский областной клинический противотуберкулёзный диспансер имени Н. В. Постникова[3]
- 156 — Самарская областная клиническая станция переливания крови[3]
- 158 — Самарская областная клиническая офтальмологическая больница им. Т. И. Ерошевского[3]
- 162д — Диагностический центр «МРТ Лидер», стоматология
- 178а — Самарский областной центр по профилактике и борьбе со СПИД и инфекционными заболеваниями[3]
- 180 — Многопрофильная клиника «Медицина»
- 222 — Самарская областная детская инфекционная больница[3]
- 222б — Хирургический и эндохирургический корпуса клинической больницы «РЖД-Медицина»
- 311 — Самарская городская консультативно-диагностическая поликлиника № 14[3]
- 351а — Филиал «Ситилаб»
- 369а — «Глазная клиника Бранчевского»

храмы

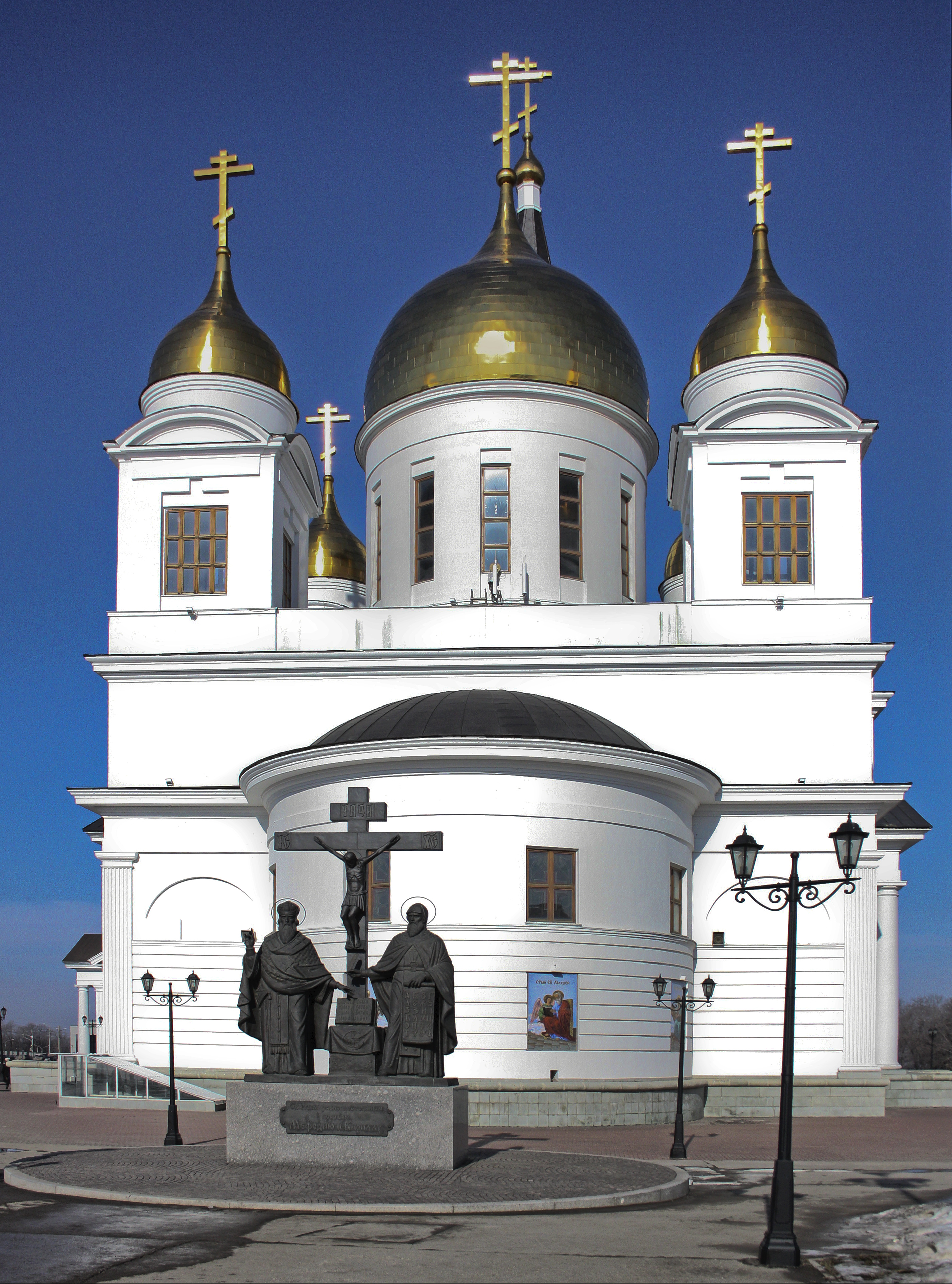
Храм Кирилла и Мефодия

- 260 — Храм в честь святых равноапостольных Кирилла и Мефодия

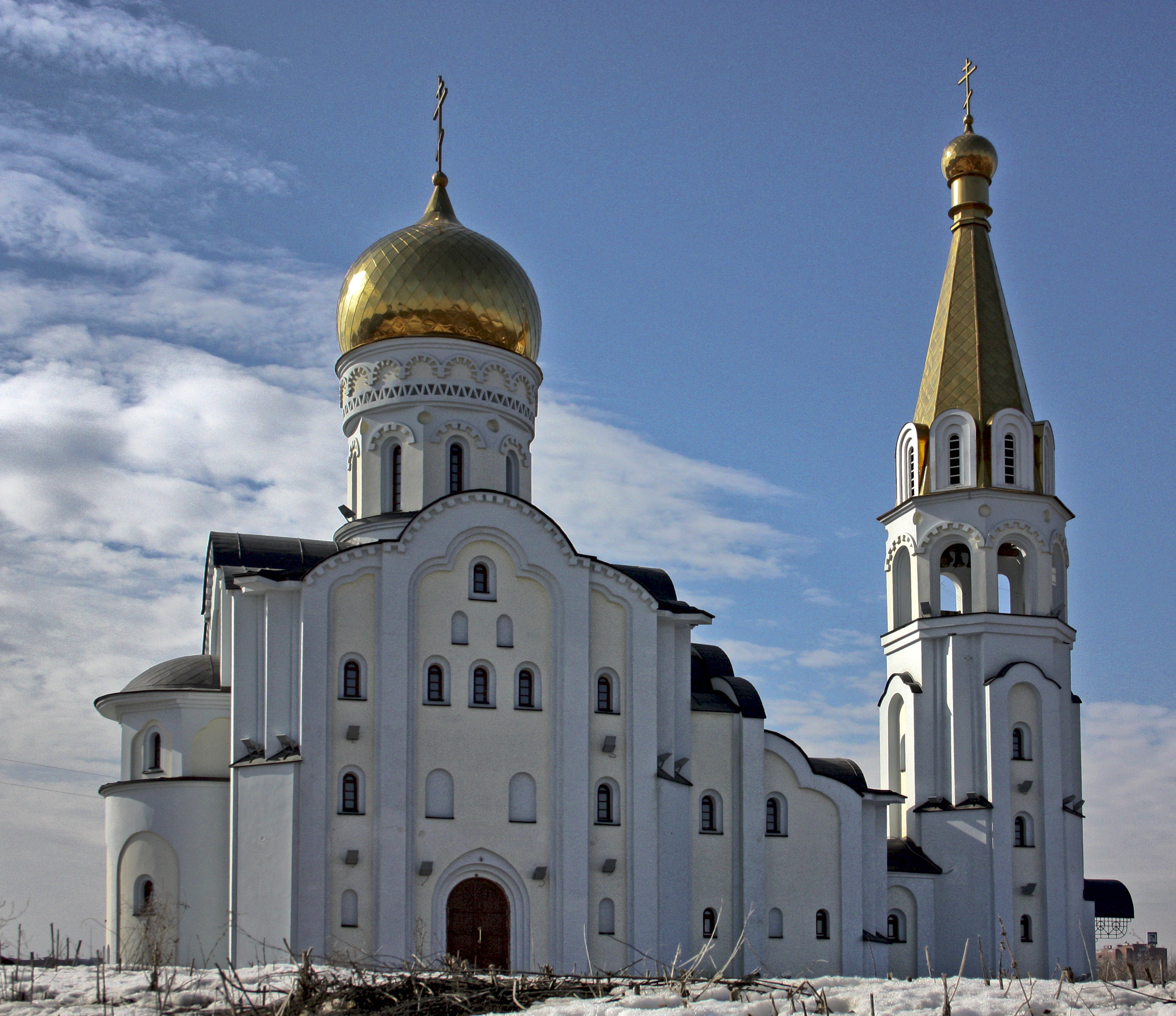
Храм во имя святой великомученицы Татианы

- Храм во имя святой великомученицы Татианы, по улице Академика Павлова, 1б

культура и досуг
- 106г — Культурно-развлекательный центр «Звезда»[4], построен в 1970-х годах по проекту архитектора Юрия Храмова
- 106г к2 — Музей рок-н-ролла «Zvezda House Of Rock»
- 146 — Самарский зоопарк

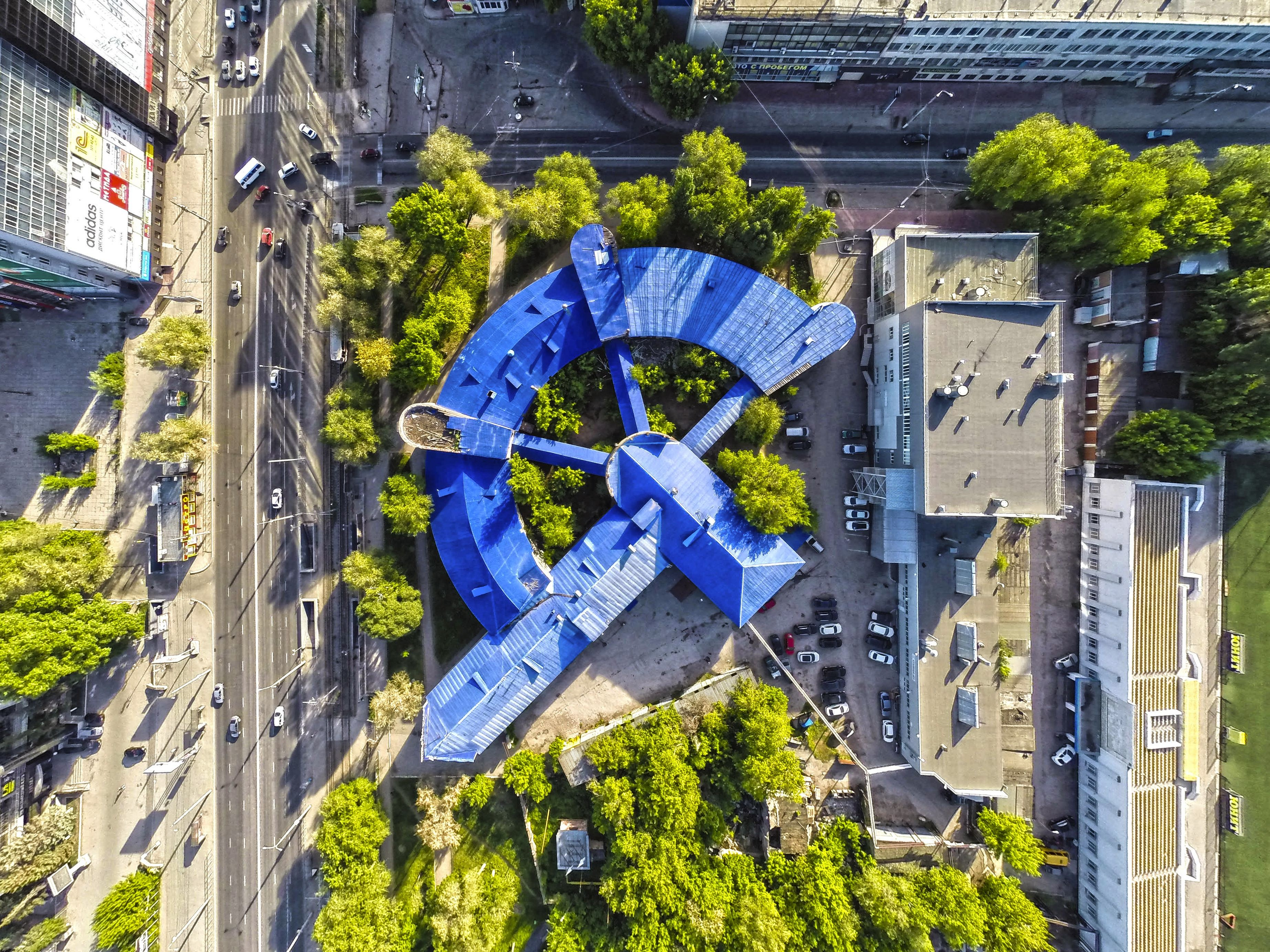
Вид здания фабрики-кухни сверху

- 149 — Самарский филиал Третьяковской галереи[5][6] в здании «Фабрики-кухни», памятнике архитектуры конструктивизма
- Дом культуры «Современник» (по улице Советской Армии, 219б)
- Фасад здания Самарской областной универсальной научной библиотеки (пр. Ленина, 14а)

общественное питание
- 184а — ресторан
- 327 — ресторан «Вкусно и точка», а ранее «Макдоналдс»

торгово-офисные
- 3 — офисный центр «7 авеню», а ранее «Дом сельского хозяйства» (1938, арх. П. Щербачёв)
- 44 — офисный центр «ТИСИЗ» (название по прежнему владельцу здания: ТИСИЗ — Трест инженерно-строительных изысканий)
- 106 (с литерами) — торговый дом «Захар», в советское время эти строения принадлежали заводу имени Масленникова
- 106а — офисное здание «Газпром трансгаз Самара»
- 181р — торговый центр «Поток»
- 305а — торговый центр «Апельсин». Изначально, с 6 марта 1964 года, здание было двухэтажным, в нём располагалась «Фабрика-кухня завода имени Тарасова». Позже было значительно перестроено, увеличена площадь и этажность.
- 349а — торгово-офисный центр «Май»
- 363б — торговый центр «Пирамида»
- 381 — торговый центр «Голд»
- 389 — торговый центр «Поляна»
- Фасад центра интерьера и дизайна «Lux Кубатура», по проспекту Ленина, 25а

прочие строения
- 20 — Администрация Октябрьского района городского округа Самара
- 106ж — Самарский приборостроительный техникум
- 305 — Поволжский банк Сбербанка РФ
- 311 — Завод имени Тарасова (занимает территорию между улицами XXII Партсъезда и Жигулёвской)
- 325 — Самарский центр по гидрометеорологии и мониторингу окружающей среды (Самарский гидрометцентр). Прилегающий к нему микрорайон называется «Метеоцентр»

утраченные
- Завод имени А. А. Масленникова. Заводские постройки занимали территорию вдоль реки Волги от улицы Соколова до улицы Лейтенанта Шмидта, от берега Волги до улицы Ново-Садовой.

## Парки, площади и скверы
- Площадь Сельского Хозяйства — между Полевой и Первомайской улицами
- Сквер Политехнический — между Первомайской и Невской улицами
- Площадь Героев 21-й Армии — на пересечении с улицей Осипенко[7]
- Сквер Памяти борцов революции и Сад Баланса — на пересечении с улицей Луначарского[8]
- Загородный парк — между Шушенской улицей и Первой просекой
- Прогулочно-пешеходная зона «Комсомольский бульвар» (разделительная полоса Ново-Садовой улицы) — между улицами Врубеля и Гастелло[9]
- скверы «Солнечная поляна» и «Дубовая роща» — в районе улицы Губанова[10]

## Транспорт
Ново-Садовая — важная транспортная магистраль города Самары.

### История
Конка
10 июля 1895 года состоялось открытие шестивёрстной конно-железной дороги, в просторечье — конки. Путь конно-железной дороги пролегал от перекрестка улиц Садовой и Полевой к пересечению Ново-Садовой и Первомайской и далее по Ново-Садовой до «Трубочного завода» и до Постникова оврага. Линия просуществовала 1924 года.
Трамвай
Трамвайное движение в этом районе существовало с 25 февраля (12 февраля) 1915 — первый трамвай шёл по улице Полевой.
3 июля (20 июня) 1915 года был пущен маршрут № 5 от Городского трамвайного парка по Соловьиной (Мичурина), через Артиллерийские казармы (район улицы Луначарского) и далее по улице Ново-Садовой к «Трубочному заводу» и Постникову оврагу.
В 1922 году скорректирован трамвайный маршрут № 5 — он стал проходить через Площадь Сельского хозяйства, и далее по улице Ново-Садовой к «Трубочному заводу» и Постникову оврагу. С 13 декабря 1992 года трамвайная ветка перенесена на проспект Ленина. На всём протяжении улицы трамвайные пути располагаются на выделенном участке, не мешая автомобильному движению.
Трамвайные разворотные (оборотные) кольца по Ново-Садовой:
- трамвайная станция № 2 «Постников овраг»
- трамвайная станция № 6 «Барбошина поляна»
- разворотное у остановки «Завод имени Тарасова»

Метро
По первому проекту городского метрополитена, в 1943 году, на Площади Сельского Хозяйства планировалось построить станцию метро, но этот проект не был реализован.
Под площадью находится оборотный тупик первой линии самарского метрополитена, идёт строительство путей от станции «Алабинская» к станции «Театральная».
Железная дорога
С 1930-х по 1991 год железнодорожная ветка, соединяющая завод имени Масленникова и станцию Линдов Городок, пересекала улицу Ново-Садовую в районе нынешней улицы Соколова и далее шла вдоль улицы Мусоргского.
Прочее
14 октября 2022 года состоялось официальное открытие автомобильного движения по двухуровневой развязке на пересечении улиц Ново-Садовой и Советской Армии.

### Действующий общественный транспорт
- Метро: «Алабинская» (на пересечении Ново-Садовой с улицей Осипенко).
- Трамваи: 4, 5, 7, 11, 12, 18, 20, 20к, 22, 23, 24
- Автобусы: 2, 23, 47, 50, 61.
- Маршрутные такси: 21м, 88, 89, 226, 261, 272, 397, 429.

## Почтовые индексы
- 443100 — дома от 1 до 12
- 443110 — дома от 11 до 44
- 443068 — дома от 106 до 160 м и 187г
- 443086 — дома от 161 до 199
- 443011 — дома от 162 до 313
- 443029 — дома от 186 до 258 (по чётной стороне)
- 443125 — дома от 315 до 385 (по нечётной стороне)